# Staffan Stenström
Staffan Stenström, född 17 september 1943 i Uppsala, död 24 juni 2013 i Enskede-Årsta församling, var en svensk sångare och basist.
Stenström var från 1963 medlem i bandet The Adventures och därefter i The Quints, som 1967 medverkade på samlingsalbumet Zingotoppen med låten Distant Love, skriven av Stenström och Jan Bandel. Efter att The Quints samma år ombildats till Atlantic Ocean var Stenström medlem i detta band, med vilket han medverkade i Roy Anderssons långfilm En kärlekshistoria (1970). 
Stenström lämnade därefter under en tid musiken för att avsluta sin juristutbildning, men deltog senare i Greg FitzPatricks musikprojekt Tillsammans (1973) och var under en period medlem i Jan Rohdes band Rohdes Rockers, med vilket han medverkade på musikalbumet "Live" On The Road (Polydor, 1973). Han var också medlem i danspopbandet Björnligan, som senare förvärvade rättigheterna till namnet Humlor och bin. Han hade också en mindre roll i Jan Halldoffs film Klippet (1982).